# Catasticta sisamnus
Catasticta sisamnus är en fjärilsart som först beskrevs av Fabricius 1793.  Catasticta sisamnus ingår i släktet Catasticta och familjen vitfjärilar. Inga underarter finns listade i Catalogue of Life.

## Bildgalleri

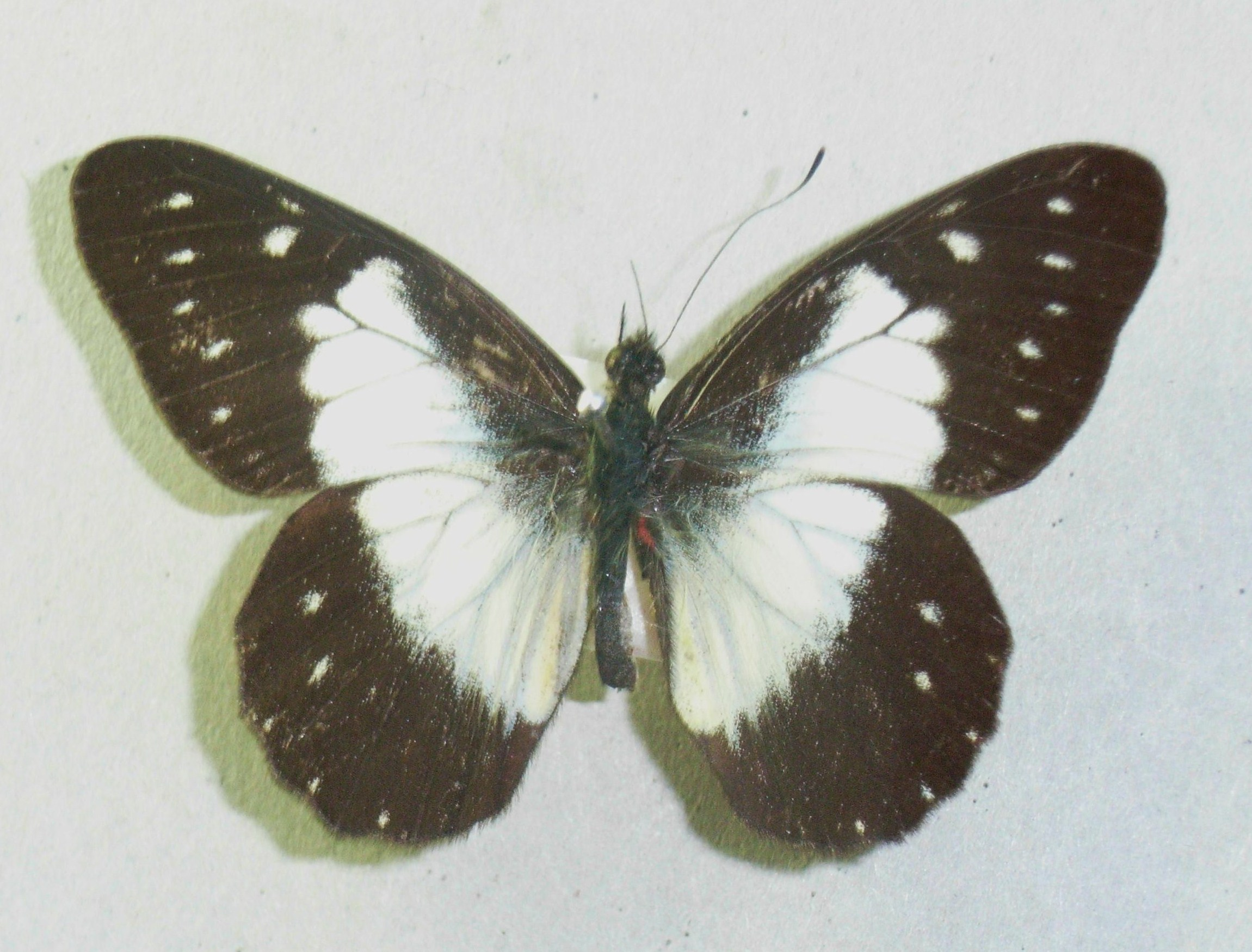